# Радошинский наивный театр
Радошинский наивный театр (словац. Radošinské naivné divadlo, RND) — словацкий профессиональный театральный коллектив с постоянной сценой в Братиславе. Датой основания театра можно считать 25 декабря 1963 года, когда в селе Радошина Станислав Штепка и местные театральные деятели представили публике свою кабаре-постановку «Немые лица, или Зверь пишется с большой буквы З». Является оригинальным словацким авторским театром, с момента своего основания пользуется большой популярностью у зрителя.
Питательной средой для появления новых постановок являются словацкие общественные события, а также юмор и оригинальный драматический авторский взгляд на мир художественного руководителя театра Станислава Штепки. Имидж театру на начальных этапах создали актёры-любители села Радошина и привлекающий внимание западно-словацкий диалект. Заслуживает особого упоминания и оригинальность песен, звучащих в постановках театра.

## История
После семи лет работы в селе Радошина (1963—1970) театр был вынужден переехать в Братиславу. Там он сменил несколько сцен, и в 1989 году нашёл постоянную сцену в театральном зале братиславского Дома профсоюзов, где регулярно работал до сентября 2015 года. Нынешний адрес театра — Заградницкая улица, 95. Гастроли Радошинского наивного театра регулярно проходят в театрах Словакии, Чешской республики и за их пределами.
Театр до сих пор возглавляет драматург и актёр Станислав Штепка, создатель театра и автор всех постановок.
Разрушение мифов и ложных иллюзий («Яаааношииик», «Как мы искали друг друга», «Генерал»), однозначный пацифизм и непримиримость с человеческой глупостью («Вскрытие», «С дуба упал и отдохнул», «Фррр», «Небо, ад, рай»), а также постоянный интерес к вопросам морали и человечности («Человечина», «Словацкое танго», «Женское отделение», «Лас-ка-ние» и другие пьесы) являются основными темами в творчестве драматурга Станислава Штепки, а, следовательно, и в деятельности театра.
На первый взгляд простые, «наивные истории» в действительности скрывают под вуалью беззаботного юмора серьёзные этические и социальные проблемы, которые исключительно посредством простоты, доступности и неизменно присутствующего юмора становятся понятными и находят отклик у зрителя.
Театр никогда не уклонялся от освещения важнейших исторических и социально-нравственных тем. Именно характерный и проникновенный взгляд автора призывает зрителя избавиться от пафоса и морализации («Елизавета Грозная», «Курортный сезон», «Свадьба», «Невеста, проданная Кубо», «О чём речь» и др.постановки). За годы своей многолетней работы театр сотрудничал со многими драматургами (Иржи Сухи, Милан Ласица, Юлиус Сатинский), композиторами (Милан Маркович, Иржи Стивин, Ян Мелкович, Фердинанд Гавлик, Любица Малаховска-Чековска, Юрай Гашко, Петер Манковецкий), постановщиками (Мартин Порубьяк, Дарина Абрагамова, Мирка Чибенкова), сценографами и хореографами (Франтишек Липтак, Мона Гафсаль, Йозеф Циллер, Петер Чанецкий, Шарка Ондришова, Эва Бурдова).
О популярности театра также свидетельствует то, что 23 ноября 2011 года Радошинский наивный театр сыграл свой восьмитысячный спектакль.

### 1963—1973
В первый, так называемый «радошинский» период, появились постановки кабаре-пьес: «Немые лица, или Зверь пишется с большой буквы З» (1963), «Вскрытие» (1966), «С дуба упали и отдохнули» (1968), «Фррр» (1969). Художественной кульминацией первого периода деятельности театра стали премьеры двух наиболее известных постановок: «Яаааношииик» (1970) и «Человечина» (1971). Первыми актёрами театра были: Станислав Штепка, Вильям Мадарас, Франтишек Штепка, Тонка Мочкова, Мирослав Сигет, Йозеф Вичан, Вера Слободова, Ольга Майовска, Вероника Базалова.

### 1973—1983
После вынужденного отъезда из села Радошина в Братиславу (1971), цензуры периода нормализации и постоянных запретов, в начале восьмидесятых годов театру начало оказывать поддержку агентство «Словконцерт», и коллектив театра пережил первую большую волну общей популярности: «Елизавета Грозная» (1975), «Словацкое танго» (1979), «Курортный сезон» (1980), «Свадьба» (1982), «Паршивая овца» (1983). Актёрами театр в этот период были: Станислав Штепка, Катарина Колникова, Милан Маркович, Мирослав Сигет, Йозеф Слобода, Мария Дроздова, Гита Поводова, Душан Нагел, Ольга Майовска, Ивета Миффекова, Вероника Базалова, Тамара Коричанска, Яна Ольгова, Зузана Кронерова, Юрай Такач, Павел Шварц. В 1982 году с коллективом театра начал сотрудничать театральный режиссёр Юрай Нвота.

### 1983—1993
В это десятилетие, когда в Словакии случились серьёзные общественно-политические изменения, театр поставил следующие пьесы: «Павильон Б», «Невеста, проданная Кубо» (соавторы Йиржи Сухи и театр Семафор, 1984), «Женское отделение» (1987), "Корабль «Мир» (1988), «Сотри и напиши» (1989), «Мир этому дому» (1990), «Лас-ка-ние», «Артиллеристы на Луне» (1992). Под руководством режиссёра Юрая Нвоты в театре успешно выступали актёры: Дарина Порубьякова, Анна Вархалова, Яна Надёва, Ян Мелкович, Алёна Михалидесова, Марушка Мишенчикова, Ян Захар, Яна Ольгова и другие.

### 1993—2003
Это десятилетие также было для театра исключительно плодовитым и богатым на актуальные человеческие и общественные темы: "Таверна «Гранд» (1993), «Родинок», "Кинотеатр «Прогресс» (1995), «Папа» (1996), «Конечная станция» (1997), «Как я вошёл в себя» (1998), «Пчела зимой» (1999), «Опись хищников» (2000). Актёры, игравшие в это десятилетие в театре: помимо Катарины Колниковой и Станислава Штепки — Зузана Маурери, Моника Хилмерова, Соня Норисова, Луция Лужинска, Франтишек Регак, Моймир Цабан, Рихард Феликс, Душан Цинкота, Чонгор Кассаи, Анико Варгова, Ленка Бариликова, Анна Шишкова, Рене Штур и т. д.. К Юраю Нвоте в театре присоединился новый режиссёр Ондрей Спишак.

### 2003—2013
В этом десятилетии театр продолжил расширять и открывать новые горизонты благодаря авторскому таланту Станислава Штепки и режиссёрскому гению Юрая Нвоты и Андрея Спишака: «Как мы искали друг друга» (2003), «Генерал» (2004), «Пьеса о любви» (2005), «Десять заповедей», «Семь смертных грехов» (2006), «Сотворение мира», «Большие иллюзии» (2007), «Кому-то нравится по-словацки» (2008), «У меня заскок» (2009), «Они приехали просто так» (2011), «Счастливые концы», «Переменная облачность» (2012). К этим пьесам добавились и новые постановки «Яаааношииик триста лет спустя», «Ни с того ни с сего» (2013). В театре появились новые актёры: Кристина Фаркашова, Камил Микулчик, Луйза Шрамекова, Андреа Mартвонёва, Луция Молнарова, Петра Молнарова, Михал Кубовчик, Павел Чижек, Светоплук Малаховский, Михаэла Сёчова, Мартин Шкода, Йозеф Адамчик, Ондрей Грашка и др.

## Награды
- Фррр - главный приз на 1 Словацком театральном фестивале кабаре-театров в городе Попрад (1969)
- Премия министра культуры Чешской социалистической республики за постановку пьесы «Свадьба», фестиваль в Усти-над-Лабем, 1982 (Чехия)
- Премия министра культуры Словацкой социалистической республики за драматическое творчество театра (1989)
- Премия Ивана Стодолы, 1989 год — за пьесу «Сотри и напиши» (1990)
- Премия министра культуры Словацкой республики за постановки «Куда идти» и «Лас-ка-ние» (1992)
- Премия «Татра-банка» за искусство и драматическое мастерство, 1999
- Золотой гусак — 2004 за книгу «Летопись комика-1» на фестивале «Кремницкие гэги», 2004
- Шесть премий Игриц - 2005 за авторство и актёрскую игру в телевизионном фильме «Человечина», 2004
- Золотой гусак — 2005 за лучшую аудио-визуальную продукцию года (Человечина), фестиваль «Кремницкие гэги»
- Doctor honoris causa — Станиславу Штепке, Университет Матея Бела, Банска-Бистрица, 2005[3]
- Орден Прибины 2 степени — Станиславу Штепке этот орден вручил президент Словакии 1 января 2006 года
- Золотое перо — премия профессиональной литературной критики за книгу рассказов «Десятеро (и ещё чуть-чуть)», 2006
- Фра Анджелика, почётная грамота Станиславу Штепке, 2008
- Главный приз Литературного фонда за 2008 год за пьесу «Кому-то нравится по-словацки»[4]
- Приз за вклад в искусство — Литературный фонд, 2008[4]
- Золотой гусак — 2010 — за пьесу «У меня заскок», фестиваль «Кремницкие гэги», 2010
- Хрустальное крыло за вклад в искусство, 2010[5]
- Золотой гусак — 2012 за постановку пьесы «Они пришли просто так» фестиваль «Кремницкие гэги», 2012[6]

Художественный руководитель и директор театра — Станислав Штепка. Менеджер театра — Ладислав Губачек